# Mourir ? Plutôt crever !
Pour plus de détails, voir Fiche technique et Distribution.
Mourir ? Plutôt crever !  est un documentaire consacré au dessinateur et caricaturiste politique Siné, réalisé par Stéphane Mercurio.
Présenté, les 18, 24 et 26 mars 2010, dans la section Panorama français du festival Cinéma du réel, il sort sur les écrans français le 13 octobre 2010 et est distribué en DVD depuis le 5 avril 2011. 
Au cours des entretiens, on comprend que la réalisatrice est la fille de l'épouse de Siné.

## Synopsis
Stéphane Mercurio nous livre un portrait intimiste de Siné et ce, dès les premières images de ce documentaire tournées au cours de l'été 2008. À cette époque, le dessinateur vient d'être renvoyé de la rédaction du journal Charlie Hebdo, qu'il avait rejoint en 1981, par son directeur de la publication et de la rédaction, Philippe Val, pour une chronique sur Jean Sarkozy,  jugée antisémite et publiée le 2 juillet 2008.  
Les temps forts qui jalonnent la vie de Siné y sont rapportés, de ses débuts à L'Express comme dessinateur politique jusqu'à la création, à l'aube de ses quatre-vingts ans, de son propre journal satirique Siné Hebdo, en réaction à son éviction de Charlie Hebdo. Cet amateur de jazz, notamment de Billie Holiday, de salsa, de bons crus du Beaujolais raconte ses amours, pour son épouse Catherine Sinet, pour les chats, ses amitiés également, pour Jacques Prévert et Malcolm X, d'ailleurs parrain de sa fille ; et ses engagements, toujours vivaces, ne sont bien évidemment pas oubliés. 

## Fiche technique
- Titre : Mourir ? Plutôt crever !
- Réalisation : Stéphane Mercurio
- Image : Stéphane Mercurio
- Son : Frédéric Bures • Patrick Genet • Stéphane Mercurio • Jean-Marc Schick
- Montage : Françoise Bernard
- Producteur : Viviane Aquilli
- Société de production : Touscoprod • Centre national du cinéma et de l'image animée • Iskra • La Huit - L'Atelier Sonore • Région Île-de-France • Vidéo de poche
- Distribution : Parasite Distribution • Les Mutins de Pangée • Éditions montparnasse (DVD)
- Pays d'origine :  France
- Langue originale : français
- Genre : documentaire
- Format : couleur
- Dates de sortie : France : 13 octobre 2010
- Durée: 94 minutes

## Distribution (dans leur propre rôle)
- Siné
- Benoît Delépine
- Isabelle Alonso
- Guy Bedos
- Jean-Pierre Bouyxou
- Delfeil de Ton
- Sid Ahmed Ghozali
- Marc Held
- Grégoire Korganow
- Gustave Kervern
- André Langaney
- Jacques Prévert (images d'archive)
- Serge Quadruppani
- Catherine Sinet
- Maud Sinet
- Sung-kwon Sinet
- Malcolm X (images d'archive)
- Jean Yanne (images d'archive)
- Marcel Zanini (images d'archive)
- Carali
- Gérard Depardieu